# Falco van Maastricht
De heilige Falco (begin 6e eeuw) was volgens de traditie de negende bisschop van Maastricht en de achttiende bisschop van Tongeren. Hij wordt vereerd als Rooms-katholieke heilige.
Over het leven van Falco is weinig bekend. Toch is hij de eerste bisschop van Maastricht, na Sint-Servaas die historisch gedocumenteerd is. Hij wordt namelijk genoemd in een brief van bisschop Remigius van Reims, waarin deze zich erover beklaagt dat Falco zich bepaalde rechten in Mouzon (op de grens van het bisdom Reims en Tongeren-Maastricht) heeft toegeëigend. Het bisdom van Falco wordt daarin echter niet met een naam aangeduid.

Zijn feestdag wordt gevierd op 20 februari, een dag die hij moet delen met zijn traditionele voorganger als bisschop van Maastricht, Eucherius I.